# Linkin Park: 8 Bit Rebellion!
8-Bit Rebellion! es un videojuego de rol multijugador masivo en línea y para un superhéroe, publicado y basado en la banda de rock estadounidense Linkin Park para iPod touch, iPhone y IPad.
El juego en escena una trama en la que los jugadores buscan aplastar a PixxelKorp, un "imperio del mal HD que se ha apoderado del mundo de 8 bits". Los jugadores asumen misiones que les llevará a través de varios niveles llamados "adictos", cada uno basado en uno de los miembros de la banda.
El juego promocional cuenta con el arte de Linkin Park como los fundamentos del juego, incluyendo carteles en las paredes, cuadros de Mike Shinoda a sí mismo, y los seis miembros de la banda dibujados como personajes al estilo de 8 bits.
El juego incluye sus temas principales en 8 bits y las versiones originales:
- Crawling
- Faint
- Hands Held High
- In The End
- New Divide
- No More Sorrow
- One Step Closer
- QWERTY
- Blackbirds

Después de ganar el juego y detener a PixxelKorp, el jugador desbloquea una canción inédita titulada "Blackbirds", junto con un vídeo. Se puede escuchar en el juego. Esta canción también está disponible en la edición de A Thousand Suns(Deluxe Edition) de iTunes.